# Georg von Lengerke

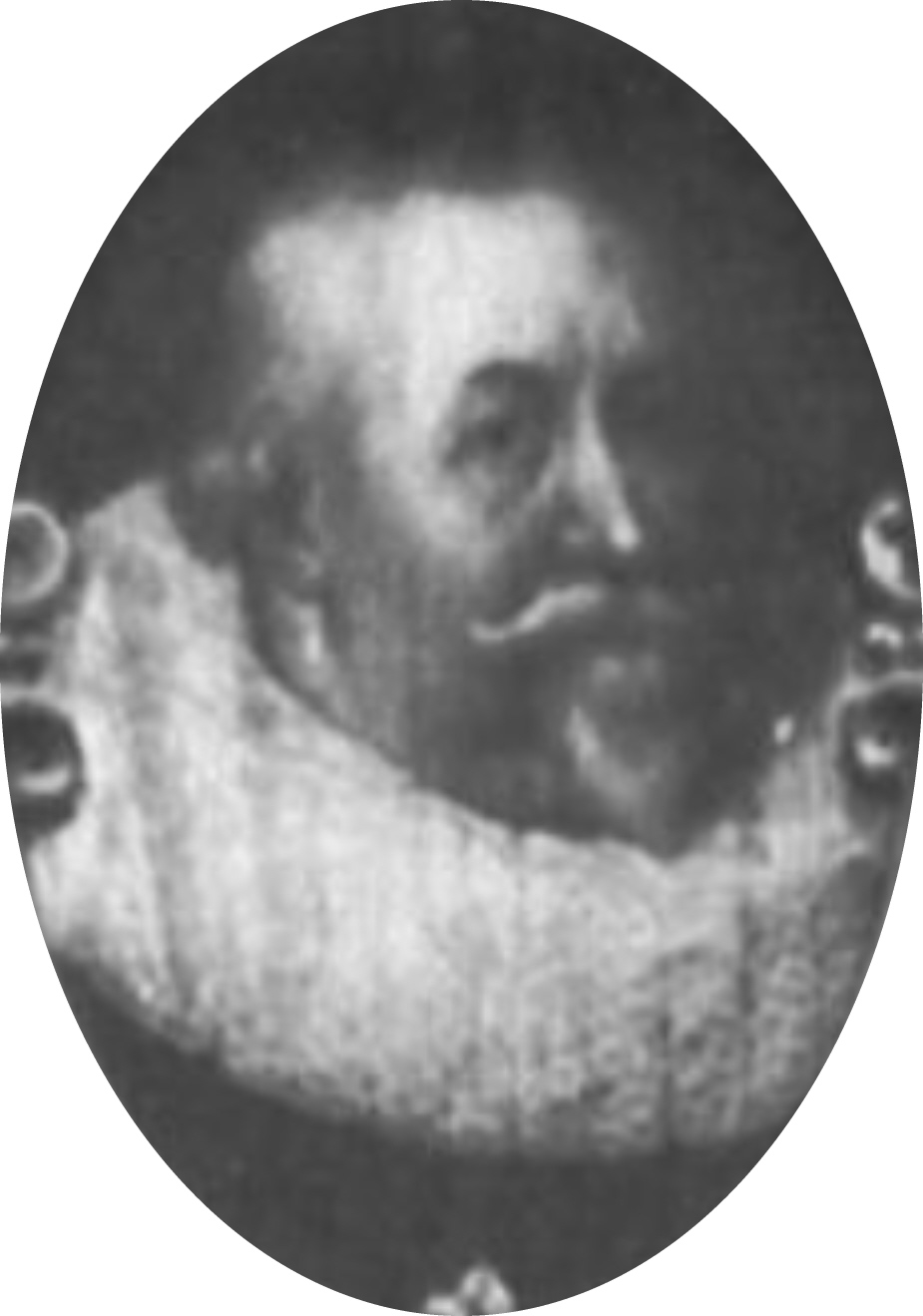
Georg von Lengerke (Epitaph-Porträt in der Lübecker Marienkirche, 1942 vernichtet)

Georg von Lengerke (* 1569 in Kiel; † 18. August 1645 in Lübeck) war Ratsherr der Hansestadt Lübeck.

## Leben

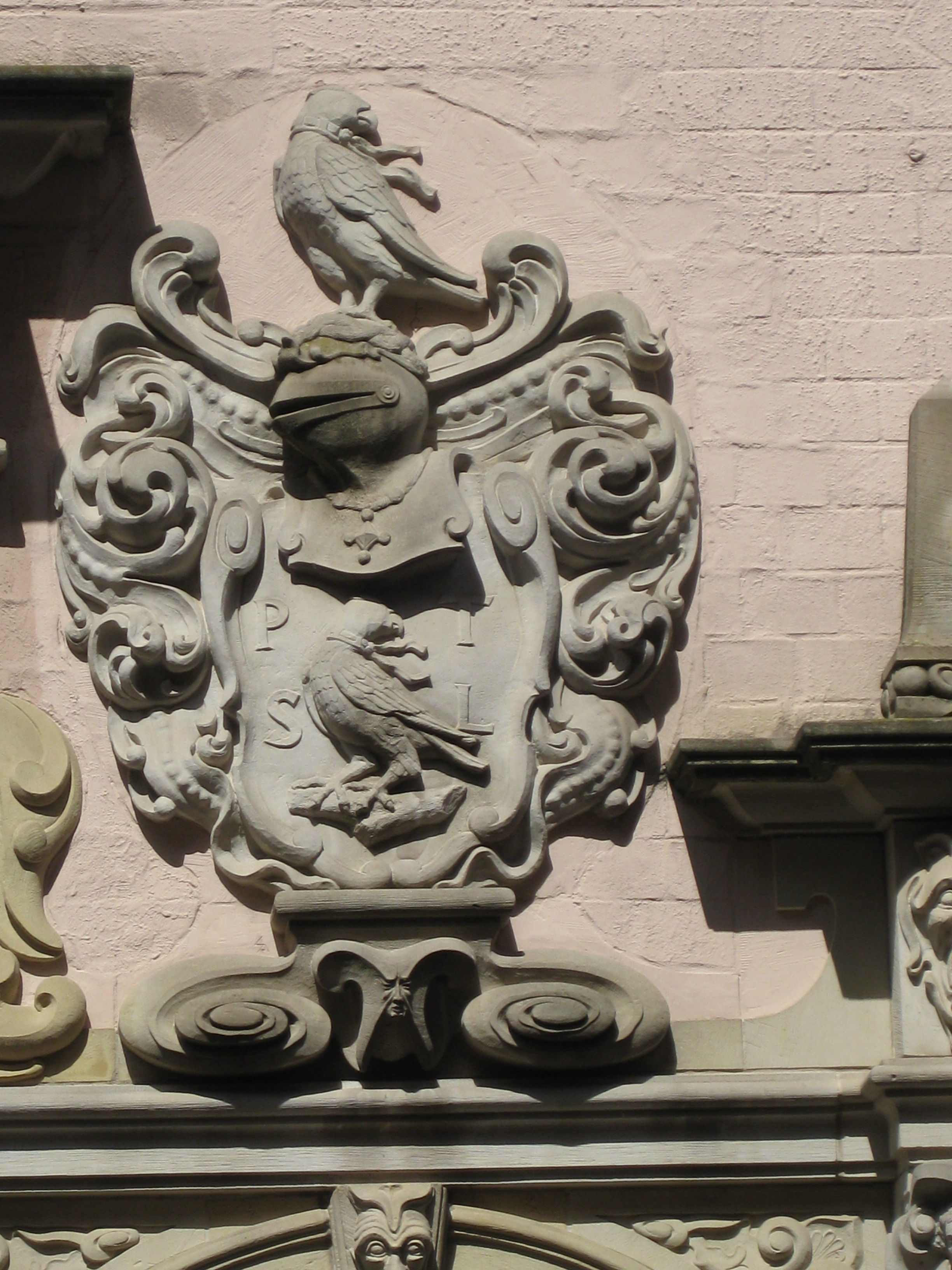
Wappen der Familie von Lengerke im Lübecker Füchtingshof (erbaut 1639)

Georg von Lengerke war Sohn des aus Osnabrück stammenden Kieler Bürgermeisters Ameling von Lengerke († 1618). Seine jüngere Schwester Margareta (1582–1636) heiratete den erfolgreichen Lübecker Kaufmann und Ratsherrn Johann Füchting. Insofern findet sich im Lübecker Füchtingshof in der Glockengießerstraße mehrfach auch das Wappen der Familie von Lengerke.
Lengerke wurde 1619 in den Lübecker Rat erwählt. In den Jahren 1642 bis 1645 war er Kämmereiherr der Stadt.
Nach seinem Tod wurde ihm von seinem Sohn, dem Lübecker Ratsherrn Hermann von Lengerke im Jahr 1660 ein Epitaph in der Lübecker Marienkirche gesetzt.
Georg von Lengerke war verheiratet mit Dorothea, geborene von Elsewich (von Elswig). Ein weiterer Sohn, Johannes von Lengerke wurde Kaufmann in Hamburg; er war der Vater des Rechtswissenschaftlers und Hamburger Bürgermeisters Peter von Lengerke (1651–1709).